# Biermann-Ratjen-Medaille
Die (Senator)-Biermann-Ratjen-Medaille wurde 1978 vom Senat der Freien und Hansestadt Hamburg im Gedenken an die Verdienste des früheren Kultursenators Hans-Harder Biermann-Ratjen gestiftet. Mit ihr werden seitdem Personen und Personengruppen geehrt, die sich durch künstlerische oder andere kulturelle Leistungen um Hamburg verdient gemacht haben. Die Medaille kann auch an Institutionen verliehen werden, die das kulturelle Erscheinungsbild oder den Charakter der Stadt in besonderer Weise hervortreten lassen. Über die Vergabe entscheidet der Präses der Kulturbehörde. Er übergibt die Medaille im Namen des Senats. Sie ist nicht mit Geldzuwendungen verbunden, sondern dient rein der Anerkennung.
Wie die Lebenszeit von 1936 bis 1945 des Namensgebers der Medaille historisch einzuordnen ist, ist seit Frühling 2024 Gegenstand von Überlegungen der Hamburger Bürgerschaft und der Hamburger Kulturbehörde.

## Preisträger
- 1978: Horst Janssen (Zeichner und Graphiker); Elsbeth Weichmann (Politikerin); Boy Gobert (Schauspieler und Regisseur); Heinrich Maria Ledig-Rowohlt (Verleger); Hans Leip (Schriftsteller); Altonaer Singakademie; Griffelkunst-Vereinigung
- 1979: keine Verleihung
- 1980: Martin Beheim-Schwarzbach (Schriftsteller); Altonaer Theater
- 1981: Willem Grimm (Maler); Ernst Hauswedell; Fritz Kempe (Fotograf); Rudolf Joerden (Direktor der Öffentlichen Bücherhallen); Marie Friedrich (Bibliothekarin)
- 1982: Rosemarie Clausen (Theaterfotografin); Arie Goral-Sternheim (Schriftsteller, Publizist, Galerist und Maler); Rudolf Nicolussi (Geschäftsführer der Centralbibliothek)
- 1983: Gerda Gmelin (Prinzipalin, Schauspielerin); Lola Rogge (Tänzerin und Choreographin)
- 1984: Wilhelm Brückner-Rüggeberg (Dirigent)
- 1985: Heidi Kabel (Schauspielerin); Arnold Fiedler (Maler); Karl August Ohrt (Bildhauer); Kurt Collien (St. Pauli-Theater); Sibylle Niester (Präsidentin der Gemeinschaft der Künstlerinnen und Kunstfreunde e. V. – GEDOK); Jürgen Jürgens (Monteverdi-Chor); Otto Rohse (Illustrator, Buchkünstler, Pressendrucker)
- 1986: Bergedorfer Kammerchor; Hans Kock (Bildhauer und Maler); Thomas Peiter (Maler und Graphiker); Dieter Schmeel (Landeskirchenmusikdirektor); René Drommert (Journalist und Kritiker)
- 1987: Kurt Kranz (ehem. Dozent der Hochschule für bildende Künste und Künstler); Manfred Steffen (Schauspieler)
- 1988: Herbert Joost (Mäzen); Heidi Oetinger (Verlegerin); Hans Drescher (Wissenschaftler)
- 1989: Lotar Olias (Schlager- und Musical-Komponist); Felicitas Kukuck (Komponistin)
- 1990: Richard Germer (Komponist und Volkssänger)
- 1991: Peter Hinrichs (Vereinsvorsitzender der Hamburger Symphoniker); F. C. Gundlach (Fotograf und Galerist)
- 1992: Albert Feser (Maler und Kunstpädagoge); Herbert Schemmel (Vorsitzender der Amicale Internationale de Neuengamme)
- 1993: Ernst Schönfelder (Orchesterdirektor des Philharmonischen Staatsorchesters)
- 1994: Ernst Bader (Schauspieler, Liederdichter und Komponist); Eliza Hansen (Pianistin und Cembalistin); Brigitte Klosowski (Goldschmiedin); Karel Trinkewitz (Schriftsteller, Journalist und bildender Künstler); Esther Béjarano (Sängerin)
- 1995: Michael Hauptmann (Galerist); Geno Hartlaub (Schriftstellerin); Hildburg Frese (Schauspiellehrerin); Christa Möbius und Eberhard Möbius (Kabarettisten und Theatermacher)
- 1996: Ingeborg Hecht-Studniczka (Schriftstellerin und Journalistin); Freddy Quinn (Sänger und Schauspieler); Annemarie Marks-Rocke (Schauspielerin und Schauspiellehrerin)
- 1997: Nana Gualdi (Sängerin); Wolfgang Borchert (Mitbegründer des Jungen Theaters Hamburg – später Ernst Deutsch Theater – und Schauspieler); Günter Seggermann (Organist und Kantor); Gudrun Piper (Malerin) und Max Hermann Mahlmann (Maler)
- 1998: Peggy Parnass (Journalistin und Schriftstellerin); Günter Harte (niederdeutscher Schriftsteller und Sprachforscher); Werner Burkhardt (Journalist, Musik- u. Theaterkritiker); Werner Krützfeldt (Musikpädagoge)
- 1999: keine Verleihung
- 2000: Telse Grell (Direktorin des Hamburger Hansa-Theaters); Erich Grandeit (Bühnenbildner); Günter Discher (Swing-Liebhaber und -sammler); Peter Dannenberg (Intendant der Hamburger Symphoniker); Renata Klée Gobert (Denkmalpflegerin); Hans-Dieter Loose (ehem. Vorsitzender der Stiftung Denkmalpflege); Hilde Sicks (Schauspielerin am Ohnsorg-Theater)[2]
- 2001: Michael Collien (ehem. Direktor des St.–Pauli-Theaters); Günter Fuhlisch (Posaunist und Bandleader); Gert Westphal (Schauspieler, Regisseur und Sprecher); Hannelore Hoger (Schauspielerin und Regisseurin); John-Erik Berganus (Mäzen)
- 2002: Will Baumgarten (Förderer der Archäologie und des Helms-Museums); Gisela Trowe (Schauspielerin); Rolf Mares (Direktor am Deutschen Schauspielhaus, am Thalia Theater und an der Hamburgischen Staatsoper, erster Leiter der Komödie Winterhuder Fährhaus)
- 2003: Uwe Friedrichsen (Schauspieler); Robert Stehli (Dirigent); Edgar Bessen (Schauspieler); Hans-Werner Funke (Konzertmanager)
- 2004: Arno Surminski (Schriftsteller und Journalist); Hans Wilfred Sikorski (Musikverleger)
- 2005: Joop van den Ende (Musical- und Theaterproduzent)
- 2006: Werner Grassmann (Gründer und Geschäftsführer des Abaton-Kinos, Produzent, Autor und Darsteller)
- 2007: Claus Bantzer (Komponist und Kirchenmusikdirektor); Karsten Jahnke (Konzertveranstalter); Ekkehard Nümann (Vorstand Freunde der Kunsthalle)
- 2008: Gert Hinnerk Behlmer (Staatsrat a. D.); Jürgen Blankenburg (Vorsitzender des Kuratoriums der Stiftung für die Hamburger Kunstsammlungen)
- 2009: Barbara Hass und Uwe Deeken (Gründer und Leiter des Theaters für Kinder und der Hamburger Kammeroper); Henning Venske (Kabarettist, Schauspieler, Buchautor); Gothart Stier (künstlerischer Leiter des Monteverdi-Chors); Günter und Lieselotte Powalla (Mäzene)
- 2010: Hans Scheibner (Kabarettist und Liedermacher); Heinz Glüsing (Maler / bildender Künstler)
- 2011: Max Pommer (langjähriger Chefdirigent der Hamburger Camerata); Gerhard Hirschfeld (Architekt)
- 2012: keine Verleihung
- 2013: Uta Falter-Baumgarten (Bildhauerin); Renate Kammer (Galeristin); Norbert Aust (Kulturmanager, Geschäftsführer des Schmidt Theaters)
- 2014: Hanne Mogler (Prinzipalin des Theaters „fools garden“); Michael Batz (Autor, Dramaturg, Regisseur und Lichtkünstler); Volker Lechtenbrink (Schauspieler, Regisseur, Sänger, Autor); Joachim Kaiser (Vorstand Stiftung Hamburg Maritim)
- 2015: Heidi Mahler (Schauspielerin)
- 2016: Klaus Francke (Politiker, Denkmalschützer, Rettet die Deichstraße e. V., Förderkreis Mahnmal St. Nikolai e. V.)
- 2017: Elke Dröscher (Denkmalschützerin und Betreiberin des Puppenmuseums Falkenstein); Christian Seeler (Intendant des Ohnsorg-Theaters); Jutta Heinrich (Hamburger Schriftstellerin);[3] Hans-Michael Bock (Filmhistoriker und Publizist, CineGraph); Rudolf Kelber (Kantor und Organist, Kirchenmusikdirektor St. Jacobi)
- 2018: Gilla Cremer (Schauspielerin, Autorin und Produzentin);[4] Ursel Scheffler (Kinderbuchautorin, Initiatorin der „Büchertürme“)
- 2019: Hella Schwemer-Martienßen (Direktorin der Stiftung Hamburger Öffentliche Bücherhallen)
- 2020: Albert Wiederspiel (Leiter Filmfest Hamburg)
- 2021: keine Verleihung
- 2022: Stephan von Löwis of Menar (Gründer von KinderKinder e. V. Hamburg)
- 2023: Anke Feuchtenberger (Comiczeichnerin) für ihre herausragende Leistung als Comiczeichnerin und Lehrende für ihre Kunstform.[5]
- 2024: Frank Göhre (Schriftsteller) für seine herausragende schriftstellerische Tätigkeit, sein beeindruckendes Gesamtwerk und sein Engagement für die Stadt Hamburg;[6]